# Xarcuteria

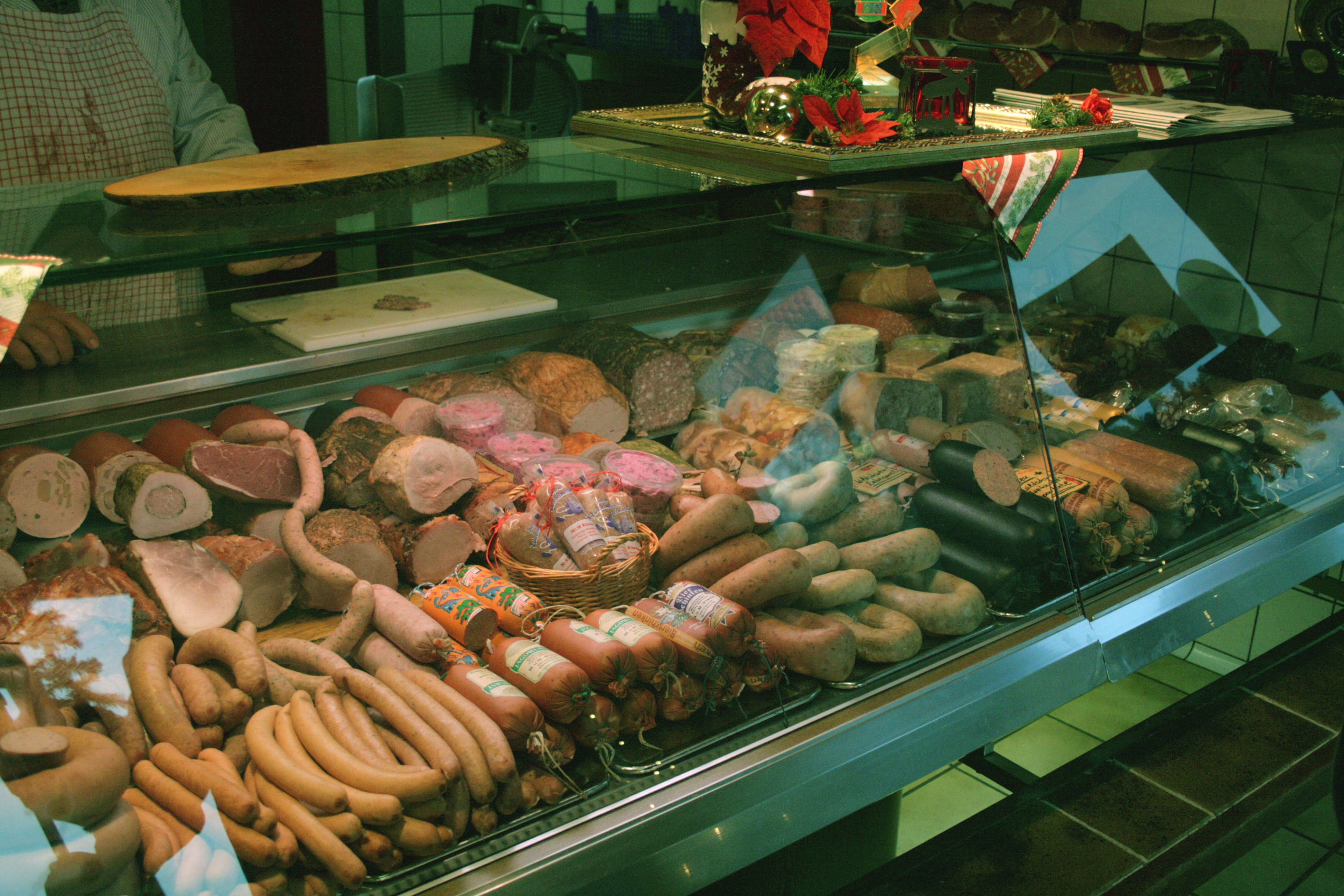
Prestatge d'una xarcuteria alemanya en el municipi de Versmold

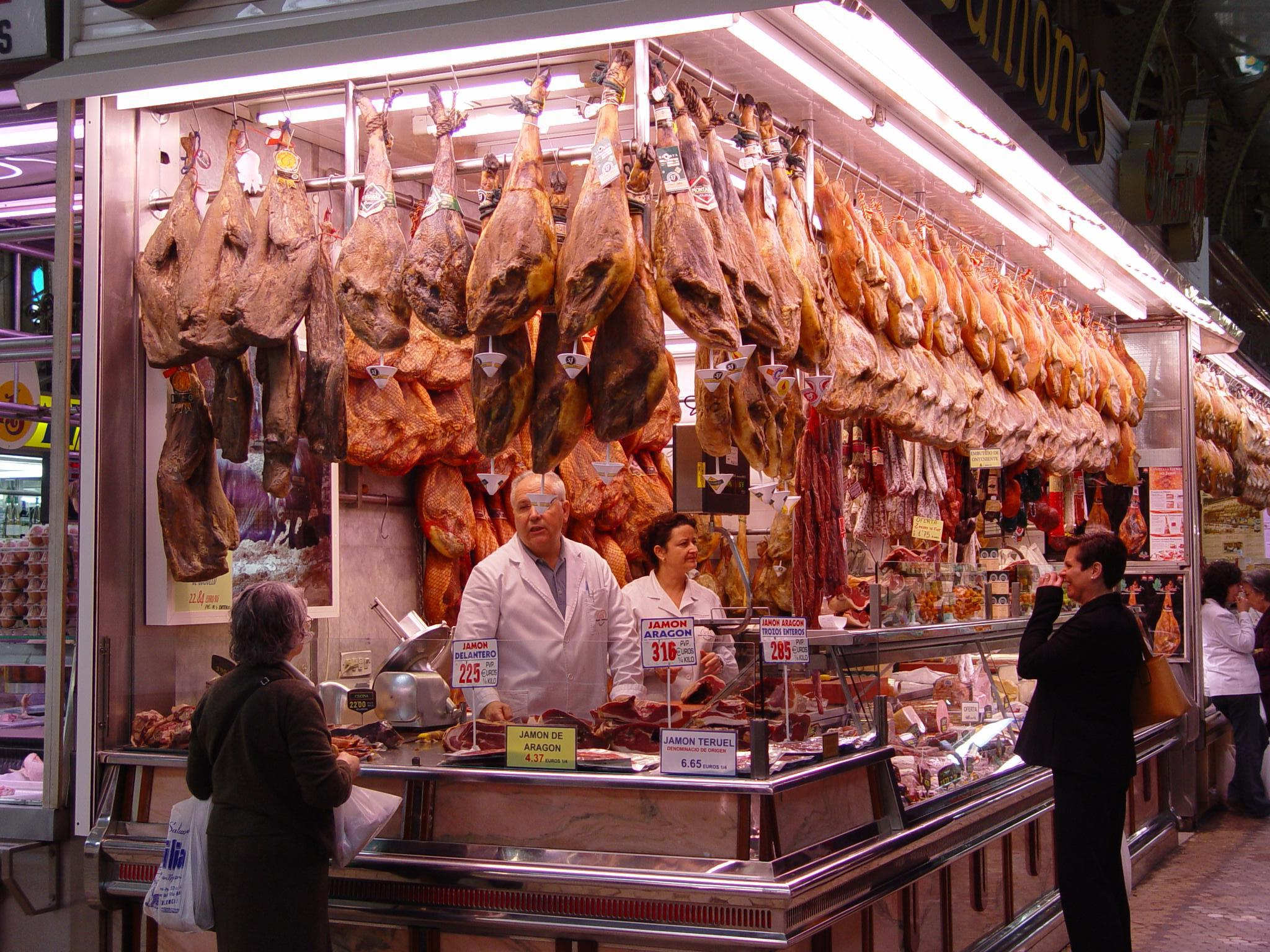
Mostrador d'una xarcuteria valenciana

La xarcuteria, salsitxeria o cansaladeria és aquella carnisseria especialitzada en la comercialització dels productes de la carn de porc i els seus subproductes: carns fredes i embotits. Se solen vendre en aquests establiments: salsitxes fresques, xoriço, salami, pernil en diferents formats, aspik, etc. Al món desenvolupat és usual la disposició dels productes dins d'un taulell transparent i generalment condicionat prevenint l'accés per part de les mosques sobre els productes exposats. La denominació xarcuteria és un gal·licisme provinent del mot charcuterie en francès (de chair cuite, carn cuita), emprada igualment en idioma anglès. Aquest tipus d'establiment en Itàlia té el nom de salumeria, derivat del nom llatí "sal", per vendre's en aquest comerç productes en salaó.